# Phalloceros enneaktinos
Espèce
Synonymes
- Phalloceros enneaktinos Lucinda, 2008[1]

Phalloceros enneaktinos est une espèce de poisson du genre Phalloceros et de la famille des Poeciliidae.

## Étymologie
Phalloceros : du grec phallos = pénis et du grec keras = corne ; enneaktinos : des grecs enneás, ce qui signifie neuf, et aktinos : ce qui signifie rayons. Un nom en apposition faisant allusion au nombre de rayons dorsaux.

## Répartition géographique
Cette espèce est endémique d'Amérique du Sud: connu seulement de la localité type dans le "Córrego da Toca do Boi" à Rio de Janeiro au Brésil.